# Baeoura acustyla
Baeoura acustyla är en tvåvingeart som beskrevs av Alexander 1964. Baeoura acustyla ingår i släktet Baeoura och familjen småharkrankar. Inga underarter finns listade i Catalogue of Life.